# مروان حمد
مروان محمود عبد الرحمن حمد (11 يوليو 1986–4 نوفمبر 2023) سياسي ورئيس بلدية فلسطيني، كان رئيسًا لبلدية الزهراء منذ 6 يوليو 2020 وحتى اغتياله في 4 نوفمبر 2023.

## اغتياله
في 4 نوفمبر 2023، اغتالته الطائرات الحربية الإسرائيلية خلال الحرب الإسرائيلية على قطاع غزة 2023–24 بواسطة ضربة جوية مباشرة على منزله في مخيم النصيرات وقد استشهد عدد من أفراد أسرته معه.